# Нова Рокитянка
Нова Рокитя́нка (рос. Новая Ракитянка) — присілок у складі Кувандицького міського округу Оренбурзької області, Росія.

## Населення
Населення — 136 осіб (2010; 218 у 2002).
Національний склад (станом на 2002 рік):
- башкири — 88 %